# Igreja São Sebastião (Porto Alegre)
A Igreja São Sebastião é uma igreja católica localizada em Porto Alegre, no bairro Petrópolis.

## Histórico
Distante do centro de Porto Alegre, na década de 1920, havia poucas residências no bairro Petrópolis, onde se encontravam algumas chácaras. Seu desenvolvimento e valorização aconteceu a partir da grande enchente de 1941, quando muitos moradores procuraram as partes altas da cidade.
A primeira missa em Petrópolis foi celebrada no dia 4 de março de 1928, na antiga Casa Felizardo, localizada na rua de mesmo nome (hoje Rua João Abbot). No mesmo ano Dom João Becker, Arcebispo de Porto Alegre, autorizou a construção, naquele local, de uma capela, que foi inaugurada no dia 20 de janeiro de 1929, tendo São Sebastião Mártir como padroeiro. Aos domingos, um sacerdote da Paróquia Nossa Senhora da Piedade celebrava missa no pequeno templo, dando ainda assistência espiritual e pastoral aos fiéis.
Em março de 1930, como existissem as condições exigidas, Dom João Becker incumbiu ao Padre Ponciano Stenzel dos Santos, da Paróquia de Nossa Senhora da Piedade, e, posteriormente, ao Padre João Alberto Hickmann a tomar as providências necessárias para a criação da nova paróquia.
Com a colaboração decisiva dos fiéis, foi levada avante a construção da nova igreja, na Rua Carazinho esquina com a Rua João Abbot. Concluído o templo, o arcebispo, com o decreto assinado no dia 13 de setembro de 1933, criou oficialmente a nova Paróquia. Desmembrada das Paróquias Santo Antônio do Partenon, Nossa Senhora da Piedade e Nossa Senhora Auxiliadora, a abrangência da nova comunidade, começando na Avenida Vicente da Fontoura, terminava no Passo Dorneles, nos limites com o município de Viamão.
Ao lado da igreja, a paróquia havia adquirido um cinema, onde, durante o dia, funcionava também uma escola paroquial, dirigida pelas Irmãs do Imaculado Coração de Maria. Em 1946, ela deixou de existir, sendo transformada em Instituto Santa Inês, hoje Colégio Santa Inês, sob a administração das Irmãs Escolares de Nossa Senhora. O cinema mais tarde foi vendido, para o pagamento de dívidas e porque não cumpria mais com as suas finalidades.
Diante do desenvolvimento e do aumento populacional do Bairro Petrópolis, a igreja acabou ficando pequena para abrigar o grande número de fiéis. Os paroquianos também achavam que ela deveria localizar-se em um lugar mais nobre, no coração do bairro.

## Novo Templo

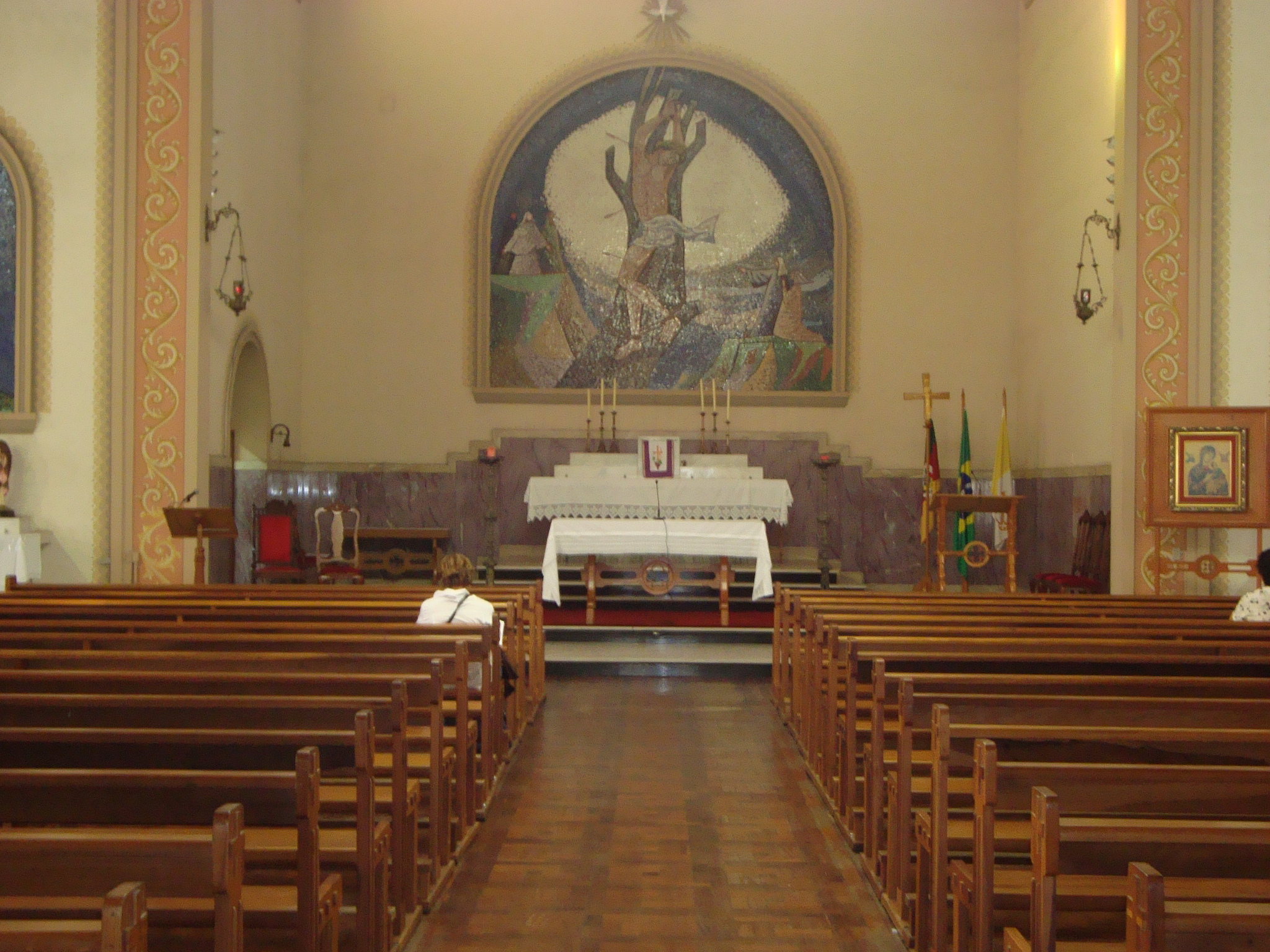
Interno da Paróquia São Sebastião

Uma comissão da paróquia entrou em contato com Dom João Becker, expondo o assunto e argumentando a sua reivindicação, e o arcebispo, em 20 de janeiro de 1945, aprovou a construção do novo templo.
Tendo à frente o Padre Alfredo Ody, começou uma mobilização geral envolvendo a todos os paroquianos. O terreno já havia sido concretizado, através da doação da família de Armando Martau. As obras começaram efetivamente no dia 25 de janeiro de 1945, com o lançamento da pedra fundamental. Num verdadeiro mutirão, realizou-se uma intensa campanha para a arrecadação de fundos financeiros, com a venda de rifas, chás, almoços e outras promoções. Com a grande colaboração dos paroquianos foi possível concluir a igreja, sendo fixado o dia 25 de janeiro de 1953 para a sua inauguração. Em procissão, a imagem do padroeiro São Sebastião foi conduzida da antiga igreja na Rua João Abbot esquina com a Carazinho, até a nova sede na Avenida Protásio Alves, número 2542.
As celebrações foram presididas pelo antigo pároco Dom Frei Felício da Cunha Vasconcelos, então bispo de Ribeirão Preto, que, com a benção deu por inaugurada a nova matriz de São Sebastião Mártir.

## Meios de Comunicação
A Paróquia São Sebastião de Petrópolis é conhecida por ser a Paróquia dos Meios de Comunicação. Desde dezembro de 1991 tem a Santa Missa transmitida diariamente de seu templo pela rádio Aliança FM. A própria rádio católica nasceu e teve suas instalações, durante os primeiros anos, nas salas anexas a paróquia São Sebastião. A história da Aliança FM esteve sempre muito ligada a da igreja de Petrópolis graças ao seu co-fundador Monsenhor Avelino Dalla Vecchia, pároco de Petrópolis na época.
Desde 2004 é televisionada a Santa Missa da Paróquia São Sebastião pela emissora comunitária PoaTV, de Porto Alegre.

## Párocos
|         | Nome                                 | Período   | Notas   |
| Párocos | Párocos                              | Párocos   | Párocos |
| ------- | ------------------------------------ | --------- | ------- |
| 8º      | Pe. José Hermeto Mohr                | 2015-     | Atual   |
| 7º      | Pe. Eduardo Jerson Trevisan Delazeri | 2011-2014 |         |
| 6º      | Pe. Leandro Miguel Chiarello         | 2001-2010 |         |
| 5º      | Pe. Zeno Hastenteufel                | 1996-2001 |         |
| 4º      | Mons. Avelino Dalla Vecchia          | 1977-1995 |         |
| 3º      | Pe. Reinaldo Alfredo Ody             | 1941-1976 |         |
| 2º      | Pe. César da Cunha Vasconcelos       | 1934-1940 |         |
| 1º      | Pe. João Alberto Hickmann            | 1933-1934 |         |